# Tkon
Gmina Tkon (chorw. Općina Tkon) – miejscowość i gmina w Chorwacji, w żupanii zadarskiej. W 2011 roku liczyła  763 mieszkańców.